# Terremoto de Talca de 1928
El terremoto de Talca de 1928 fue un sismo registrado el 1 de diciembre de ese año a las 00:06 hora local (04:06 UTC). Su epicentro se localizó cerca de Curepto, provincia de Talca, Chile, y tuvo magnitudes 7,6 MW, 8,3 MS y 7,9 ML. En Talca, el terremoto se prolongó por 1 minuto y 45 segundos.

## Descripción
Hubo daños entre Valparaíso y Concepción. Produjo grandes daños en la costa desde Cauquenes por el sur hasta Pichilemu por el norte y en las siguientes ciudades del valle central: Talca, Curicó y San Fernando.
En Talca hubo 108 fallecidos; en Constitución, 67; en Santa Cruz, 13; y en los pueblos aledaños, 50. Poco después del terremoto, se derrumbó el tranque de relaves de cobre Barahona, ubicado en el valle alto del río Cachapoal, ocasionando la muerte de 54 mineros. En total, hubo 279 víctimas fatales, 1083 heridos y 127 043 damnificados.

## Consecuencias
A partir del terremoto de Talca y debido al alto nivel de destrucción que éste dejó, las autoridades nacionales impulsaron la promulgación de una nueva normativa de construcción antisísmica, conocida como la Ley y ordenanza general sobre construcciones y urbanización (1936).
En el caso particular de Talca, la destrucción fue prácticamente total. El cronista talquino Francisco Hederra dio como una de las principales razones de la destrucción de la ciudad al hecho de que las reparaciones del terremoto de 1906, que ya había hecho un fuerte daño en los edificios de la ciudad, fueron muy rápidas y no lo suficientemente profundas a nivel estructural, por lo que no se habrían corregido realmente dichos daños.